# Wróbel cytrynowy
Wróbel cytrynowy (Passer luteus) – gatunek małego ptaka z rodziny wróbli (Passeridae). Występuje w wąskim pasie terenu w strefie Sahelu. Typowym środowiskiem są piaszczyste, pustynne sawanny z sezonową okrywą roślin jednorocznych oraz z rzadka występującymi krzewami i drzewami. Gatunek nie jest zagrożony wyginięciem. Są to ptaki bardzo towarzyskie. Grupowo podejmują nomadyczne wędrówki w poszukiwaniu pokarmu, na nocny spoczynek również udają się zbiorowo, gniazdują zaś kolonijnie.
Długość ciała wynosi 12–13 cm, masa ciała 11–16 g. W upierzeniu widoczny dymorfizm płciowy. U samca głowa i wierzch ciała żółte, podobnie jak kuper. Płaszcz, grzbiet i barkówki kasztanowe. Skrzydła ciemnobrązowe z dwoma białawymi paskami skrzydłowymi. U samicy głowa i wierzch ciała piaskowobrązowe. Spód ciała kremowy, u niektórych osobników z żółtym nalotem.

## Taksonomia
Po raz pierwszy gatunek opisał Martin Lichtenstein w 1823. Holotyp pochodził z Dongoli w Sudanie. Autor nadał nowemu gatunkowi nazwę Fringilla lutea. Obecnie (2019) Międzynarodowy Komitet Ornitologiczny umieszcza wróbla cytrynowego w rodzaju Passer. Uznaje go za gatunek monotypowy, podobnie jak autorzy HBW.
Dawniej często wróbel cytrynowy uznawany był za jeden gatunek z wróblem złotym (P. euchlorus), z którym wydzielany bywał do rodzaju Auripasser (Bonaparte, 1851). Taką klasyfikację zastosowano przykładowo w monografii The Sparrows. A study of the genus Passer (1988, reedycja cyfrowa: 2010). Hall i Moreau (1970) uznali te dwa taksony, razem z wróblem kasztanowatym (P. eminibey), za odrębne gatunki tworzące jeden nadgatunek. Wyniki badań Allende et al. (2001) nie wspierają umieszczania wróbla cytrynowego poza rodzajem Passer. Autorzy przedstawili trzy drzewa filogenetyczne oparte między innymi o metodę największej parsymonii i metodę łączenia sąsiadów, uwzględniając w badaniach zarówno geny, jak i pseudogeny. Poniżej przedstawiono fragment drzewa odnoszący się do pseudogenów, zgodny w drzewach uzyskanych obydwiema wskazanymi metodami:
|  | \| \| P. d. domesticus \| \| \| \| \| \| P. italiae \| \| \| \| |
|  |                                                                 |
|  | P. luteus                                                       |
|  |                                                                 |
|  | P. d. domesticus                                                |
|  |                                                                 |
|  | P. italiae                                                      |
|  |                                                                 |

|  | P. d. domesticus |
|  |                  |
|  | P. italiae       |
|  |                  |

|  | P. g. griseus    |
|  |                  |
|  | P. a. ammodendri |
|  |                  |

Fragment odnoszący się do genów, opracowany według metody największej parsymonii:
|  | \| \| P. a. ammodendri \| \| \| \| \| \| P. g. griseus \| \| \| \| |
|  |                                                                    |
|  | P. melanurus                                                       |
|  |                                                                    |
|  | P. a. ammodendri                                                   |
|  |                                                                    |
|  | P. g. griseus                                                      |
|  |                                                                    |

|  | P. a. ammodendri |
|  |                  |
|  | P. g. griseus    |
|  |                  |

|  | \| \| P. a. ammodendri \| \| \| \| \| \| P. g. griseus \| \| \| \| |
|  |                                                                    |
|  | P. melanurus                                                       |
|  |                                                                    |
|  | P. a. ammodendri                                                   |
|  |                                                                    |
|  | P. g. griseus                                                      |
|  |                                                                    |

|  | P. a. ammodendri |
|  |                  |
|  | P. g. griseus    |
|  |                  |

## Morfologia
Długość ciała wynosi 12–13 cm, masa ciała 11–16 g. W upierzeniu widoczny dymorfizm płciowy. U samca głowa i wierzch ciała żółte (w odcieniu kanarkowej żółci). Płaszcz i grzbiet kasztanowe. Kuper żółty. Skrzydła ciemnobrązowe z kasztanowymi barkówkami i dwoma białawymi paskami skrzydłowymi. Lotki ciemnoszare, te I rzędu z jaśniejszymi (różowawocynamonowymi lub płowymi) krawędziami chorągiewek zewnętrznych. Ogon szarobrązowy. Tęczówka ciemnobrązowa. Nogi brązowe. Dziób czarny w sezonie lęgowym, poza nim o barwie rogowej. U samicy głowa i wierzch ciała piaskowobrązowe. Spód ciała kremowy, lecz u niektórych osobników ma na tyle intensywny żółty nalot, że przypominają pierwszoroczne samce. Osobniki młodociane podobne są do dorosłych samic, lecz mają jasny spód ciała oraz szare plamy z tyłu głowy i na karku. Osobniki młodociane mają niebieskie skoki. Pierwszoroczne samce są jaśniejsze od dorosłych. Tęczówka w odniesieniu do ptaków obydwu płci opisywana jako brązowa – zarówno w jasnym, jak i w ciemnym odcieniu.

## Zasięg występowania
Wróble cytrynowe występują w Sahelu. Zasięg rozciąga się od Mauretanii i północnego Senegalu, z którego często przemieszcza się na południe do Gambii, na wschód. Obejmuje środkowe Mali, północną Burkinę Faso, większość Nigru (na północ po Aïr, a dalej skrajnie południową Algierię), dalej Czad (na południe po jezioro Czad, na północ po Ennedi) aż po sudańskie i erytrejskie wybrzeże Morza Czerwonego oraz Etiopię w pobliżu granicy z Dżibuti, wzdłuż rzeki Auasz. Obserwowane również w południowej Saharze Zachodniej, lecz nie stwierdzono lęgów.
Ze względu na ich nomadyczny tryb życia dokładne określenie zasięgu występowania jest trudne. W 1982 pierwszy raz odnotowano gatunek w Egipcie, a 1984 w Algierii – znaleziono wówczas kolonię lęgową w In Guezzam. Kolejne stwierdzenia pochodzą kolejno ze stycznia 2017 z Dżanatu i z lipca 2018 z Tin-Zaouten (20°23'N). Pod koniec lat 80. XX wieku północne i południowe ekstrema znanego zasięgu leżały na równoleżnikach 20°32'N (Atar, Mauretania – lęgowy) i 9°N (zachodnia Etiopia). BirdLife International (2019) szacuje zasięg występowania na 6,72 mln km².

## Ekologia i zachowanie
Środowiskiem życia wróbli cytrynowych są piaszczyste pustynne sawanny, sezonowo porośnięte roślinami jednorocznymi oraz z rzadka występującymi krzewami i drzewami. Są to głównie: kolibło egipskie (Balanites aegyptiaca), akacje (Acacia) i głożyny (Ziziphus). Przystępują do lęgów przy całorocznym dostępie do wody lub jeśli w pobliżu występują sezonowe zbiorniki. Rzadko pojawiają się w siedliskach ludzkich, choć odpoczywają zbiorowo na drzewach we wsiach, a nawet i miastach (co obserwowano między innymi w Chartumie). Odwiedzanie upraw zbóż umożliwiło wróblom cytrynowym zasiedlenie nowych terenów pustynnych, zwłaszcza jeśli stosowane jest na nich nawadnianie. W normalnych warunkach, bez nawadniania, wróble cytrynowe gniazdują w obszarach leżących między izohietami 100 i 500 mm. W Etiopii i Erytrei odnotowywane poniżej 300 m n.p.m., podobnie i w Sudanie.
Są bardzo towarzyskie. Gniazdują w dużych koloniach, a poza sezonem lęgowym podejmują wędrówki o nieregularnym charakterze, kształtowanym przez dostępność pożywienia. Odpoczywają zbiorowo na drzewach. Różni autorzy podawali odmienne szacunki największej zaobserwowanej liczebności: 400 tys., 350 tys. i 1 mln osobników. Zbiorowiska odpoczywających wróbli mogą być rozprzestrzenione na dużych obszarach; Oubron (1967) obserwował jedno zajmujące 20 ha. W Senegalu i Nigrze udokumentowano wędrówki w kierunku południowo-zachodnim. Samce opuszczają dotychczasowe miejsce pobytu pierwsze, pozostawiając samice odchowujące wówczas pierwszy lęg i szukając terenów mogących zapewnić źródło pożywienia dla potencjalnego drugiego lęgu. W Senegalu pod koniec września i w październiku obserwowane były stada liczące 1,5–2 mln osobników. Wróble cytrynowe często kąpią się w piasku i w wodzie. Zazwyczaj skaczą, choć potrafią biegać na krótkich odcinkach. Podczas żerowania wykorzystują taktykę znaną jako roller-feeding, polegającą na wyprzedzaniu ptaków w stadzie przez osobniki będące za nimi i opisaną również między innymi u wróbli cynamonowych (P. cinnamomeus). Odzywają się typowymi dla wróbli głosami, w tym ćwierkaniem, które różni autorzy zapisywali jako schilp, tchirrup czy chitta. Ćwierknięcia mogą być łączone w sekwencję złożoną z maksymalnie 20 dźwięków, która stanowi pieśń wróbli cytrynowych. Głos alarmowy to również niewyróżniające się na tle innych wróbli churr.
Przynajmniej do 1990 jedyne informacje o długości życia wróbli cytrynowych dotyczyły osobników w niewoli. Przeżywały 9–14 lat.

### Pożywienie

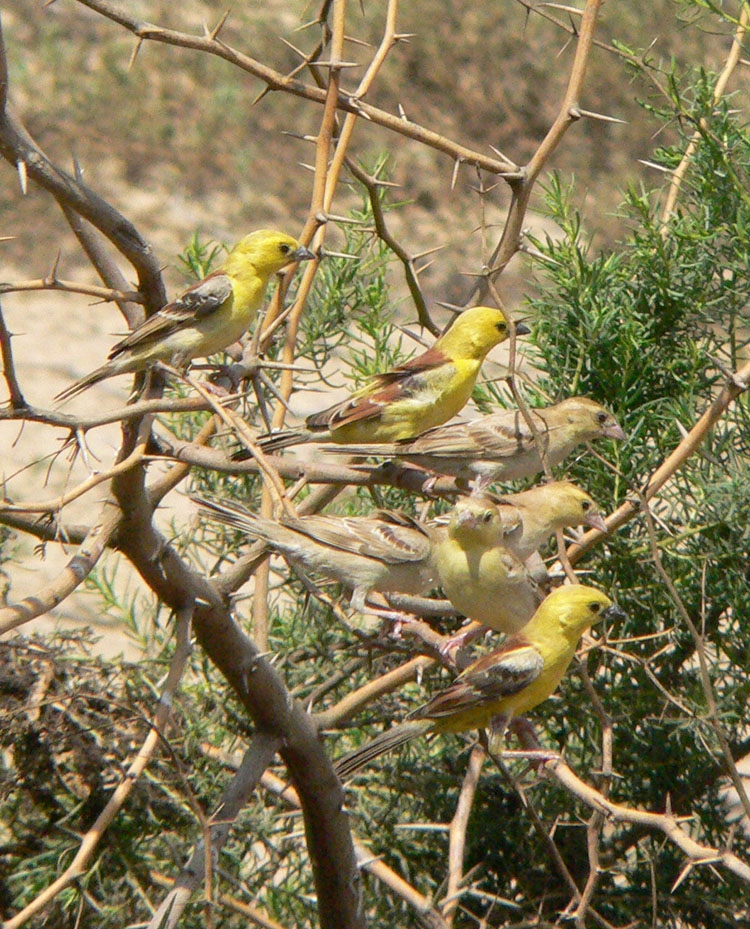
Grupa wróbli cytrynowych. Prowincja Morza Czerwonego, Sudan

Pożywieniem wróbli cytrynowych są głównie ziarna przeciętnych rozmiarów, również pochodzące ze zbóż. Zjadają między innymi nasiona prosa (Panicum), rosplenicy (Pennisetum), sorga (Sorghum). Przed zjedzeniem odrzucają łuskę, czego jednak nie potrafią zrobić w przypadku ziaren ryżu (Oryza), stąd mogą jedynie zjadać pozostałości po młóceniu. W diecie odnotowano również nasiona ugłastowatych (Molluginaceae) i jagody Salvadora (Salvadoraceae). W okolicy jeziora Czad szczególnie wysoki odsetek w składzie pożywienia stanowią nasiona Panicum laetum. Wróble cytrynowe żywią się również materią zwierzęcą, która u piskląt może stanowić najważniejszy element w diecie – odwrotnie niż u dorosłych. W żołądkach wróbli cytrynowych znajdowano bezkręgowce należące do co najmniej 10 rzędów. Do najliczniej reprezentowanych należą: pluskwiaki (Hemiptera; zwłaszcza wtykowate, Coreidae), motyle (Lepidoptera; głównie gąsienice), błonkoskrzydłe (Hymenoptera; głównie mrówkowate, Formicidae), chrząszcze (Coleoptera, głównie ryjkowcowate, Curculionidae) i prostoskrzydłe (Orthoptera, głównie larwy).

### Lęgi
Okres lęgowy zmienny, zależny od występowania deszczów. W Etiopii zniesienia stwierdzano w styczniu, lutym i wrześniu. W Erytrei gniazdowanie wróbli cytrynowych notowano od grudnia do stycznia, w Mali – w lipcu, sierpniu i październiku, w Sudanie – od maja do września, w Czadzie – od lutego do kwietnia, w Mauretanii – w marcu, drugiej połowie sierpnia i we wrześniu, w Senegalu – od lipca do października (obserwowano też lęgi poza tym typowym okresem). Wróble cytrynowe wyprowadzają jeden lub dwa lęgi w roku. Tworzą duże rozproszone kolonie liczące do 65 tys. gniazd. Na pojedynczym drzewie znajduje się do 15 gniazd, za to kolonia zajmuje rozległy obszar (do 1994 największy odnotowany w literaturze liczył 6,3 km²). U wróbli cytrynowych występuje monogamia, lecz nie wiadomo, czy pary utrzymują się ponad jeden sezon.
Gniazda budowane są głównie wśród ciernistych drzew, w tym kolibeł egipskich i akacji. Wróble cytrynowe preferują duże drzewa, lecz przy ich braku zakładają gniazda również na krzewach. Mogą być używane więcej niż raz. Za budowę gniazda odpowiada samiec, zajmuje to około 10 dni. Zaczyna od utworzenia platformy rozciągającej się w rozwidleniu gałęzi. Następnie wznosi ściany i łączy je dachem. Cała konstrukcja jest owalna w kształcie, zwalista i sprawiająca wrażenie niechlujnie zbudowanej. Budulec stanowią głównie sztywne patyki, nie trawy jak u większości wróbli. Wewnętrzną strukturę gniazda – złożoną ze świeżych lub suchych traw – tworzy samica, samiec zaś zbiera materiały. Wyściółkę stanowią pióra, włosie, wełna, skrawki ubrań czy sznurków. Prawdopodobnie zewnętrzna struktura gniazda jest adaptacją środowiskową – konstrukcja utworzona z takiego materiału lepiej wytrzymuje ulewne deszcze i umożliwia przepływ powietrza, który chroni jaja przed przegrzaniem. Ponadto gniazdowanie w dziuplach czy szczelinach uniemożliwiałoby tworzenie kolonii. Pozornie gniazda widoczne z daleka stanowią przynętę dla drapieżników. Ze względu na użyte materiały do środka są w stanie wejść jedynie węże i warany, które nie stanowią tak dużego zagrożenia, jak ptaki szponiaste (szczególnie migrujące i pojawiające się w dużej liczebności).
W zachodniej części zasięgu w zniesieniu znajdują się 3 lub 4 jaja w normalnej porze deszczowej i 2 lub 3 jaja w wyjątkowo suchym okresie. Składanie jaj rozpoczyna się wkrótce po ukończeniu budowy gniazda. Mają połyskliwą skorupkę o kształcie zbliżonym do elipsy i barwie od białej do jasnoniebieskiej lub szarozielonej, dodatkowo zdobią ją brązowe lub kasztanowe plamy o różnych kształtach. Wymiary 79 jaj z Senegalu: 13,0–19,2 na 12,1–13,9 mm (średnio 17,5 na 12,9 mm); dla 72 jaj z Nigru: średnio 17,82 na 12,68 mm. Obydwa ptaki z pary uczęszczają do gniazda, choć najczęściej robi to samica. Prawdopodobnie za dnia nie ma potrzeby wysiadywania jaj ze względu na wysokie temperatury. Samica wysiaduje jaja w nocy. Inkubacja trwa 10–12 dni, identyczny okres jej trwania zaobserwowano w niewoli. Młodymi opiekują się oboje rodzice, samica jest w stanie wykarmić je sama przy nieobecności samca. Jeśli wychowuje potomstwo wraz z samcem, jej przypada obowiązek usuwania kału piskląt. Młode opierzają się w pełni po 13–14 dniach życia (w niewoli po 14–15 dniach). Tuż przed tym momentem rodzice starają się zachęcić potomstwo do wyjścia z gniazda poprzez skakanie i podrygiwanie skrzydłami z pokarmem w dziobie. W dwóch badaniach autorzy podali ogólny sukces lęgowy na poziomie 47% i 53%. Gniazda bywają plądrowane przez szczury, węże z rodzaju Psammophis, warany. Na podloty polują owadożery palmowe (Polyboroides typus), jastrzębiaki ciemne (Melierax metabates), krogulce małe (Acipiter badius), sokoły rudogłowe (Falco chicquera), kukale senegalskie (Centropus senegalensis) i dzierzby rudogłowe (Lanius senator).

## Status i zagrożenia
IUCN uznaje wróbla cytrynowego za gatunek najmniejszej troski nieprzerwanie od 1988 (stan w 2019). BirdLife International uznaje trend liczebności populacji za prawdopodobnie stabilny ze względu na brak widocznych zagrożeń lub spadków liczebności. Nawadnianie upraw umożliwiło wróblom cytrynowym zajęcie nowych terenów. Mogą być jednak szkodnikami na uprawach zbóż, zwłaszcza w razie zbiegania się w czasie dojrzewania ziaren z opierzaniem się młodych pod koniec pory deszczowej. Z drugiej strony, podobnie jak wróble pustynne (P. simplex), są wymieniane jako pożyteczne dla rolników ptaki zjadające szarańczę.